# Forme di allevamento della vite
Le forme di allevamento della vite sono schemi di potatura e geometrie dei filari adottati dal viticoltore per ridurre e condizionare la crescita vegetativa della pianta a favore della resa produttiva e della qualità dell'uva.
Varie e diverse forme di allevamento sono state selezionate e migliorate nel corso della storia della viticoltura al fine di ottenere maggiori quantità e migliore qualità dell'uva, anche in considerazione dell'utilizzo previsto (vino, uva da tavola ecc.).

## Profilo botanico
La vite fruttifica esclusivamente sui tralci dell'anno, preferibilmente emessi dalle gemme dell'anno precedente: a titolo di esempio, l'uva raccolta nella vendemmia 2007, è maturata su un tralcio germogliato nella primavera dello stesso anno (2007) da una gemma portata sul tralcio formato nel 2006.

## Tipologie

### Guyot semplice

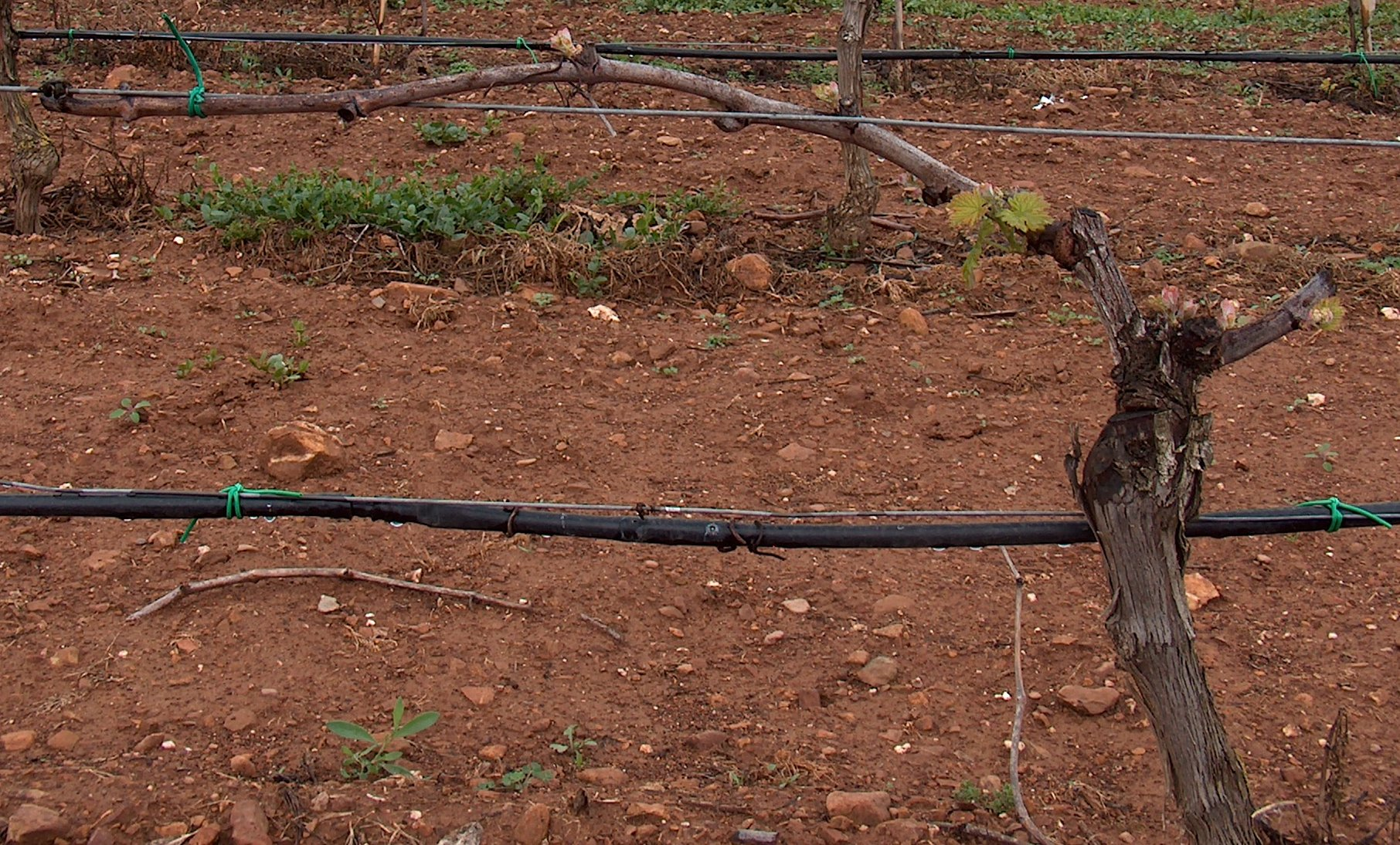
Ceppo allevato a Guyot semplice

Il principio su cui si basa il Guyot è quello di ottenere il capo a frutto, da cui si svilupperanno i tralci fruttiferi, e lo sperone, da cui si svilupperanno due o tre tralci da cui, nella potatura successiva, si selezionerà il nuovo capo a frutto.
Dopo la fruttificazione di settembre-ottobre si attende la completa caduta delle foglie quindi, a metà inverno, si comincia ad effettuare la potatura che può essere distinta in tre fasi che per convenzione prendono il nome di:
- passato : ciò che è stato lasciato nell'anno passato sulla pianta.
- presente : l'insieme di vegetazione sulla quale si dovrà effettuare la potatura.
- futuro : ovvero quello che, nelle attuali condizioni, si intende lasciare per l'anno a venire.

In questo metodo di allevamento si tende ad eliminare tutta la vegetazione ad eccezione di un tralcio vecchio di un anno (capo a frutto) e un piccolo sperone, ovvero una porzione di tralcio di dimensioni ridotte, portante due o tre gemme.
Il Guyot, come tutti i sistemi di potatura mista, si presta per i vitigni altamente produttivi che fruttificano principalmente sui tralci emessi dalle gemme intermedie del capo a frutto: in questi vitigni la potatura corta ("a sperone") non garantirebbe un'adeguata produzione a causa della scarsa produttività delle gemme basali. Il numero di gemme di cui si compone il capo a frutto del Guyot varia secondo le condizioni ambientali (fertilità del terreno e disponibilità irrigua) e le potenzialità produttive del vitigno.
| |  |
| Schema di allevamento a Guyot semplice prima della potatura (a sinistra) e dopo la potatura (a destra). |  |

### Doppio Guyot
Il doppio Guyot è una forma di allevamento della vite che si differenzia dal più usato Guyot semplice per la presenza di due tralci a frutto anziché uno solo. È una tecnica di potatura utilizzata per varietà dotate di scarsa fertilità basale.
È costituito da un ceppo relativamente basso sul quale sono inseriti uno sperone di 1-2 gemme ed un capo a frutto di lunghezza variabile (6-12 gemme). La forma definitiva si ottiene in 2-4 anni, a seconda degli ambienti e delle abitudini dei potatori. Il mantenimento si ottiene con i tre classici tagli che consistono nel recidere il capo a frutto dell'anno precedente che ha originato tralci produttivi (taglio del passato), raccorciare al numero di gemme voluto il tralcio posizionato più in alto sullo sperone ovvero quello che andrà a produrre dopo la ripresa vegetativa (taglio del presente) e speronare a due gemme il più basso per ottenere, l'anno dopo, tralci da piegare (taglio del futuro).

### Cordone speronato
In questa forma di allevamento, qualche mese dopo l'inizio del riposo invernale si esegue la potatura lasciando uno o due branche che resteranno sulla pianta per almeno quattro o cinque anni. Su di essi si lasceranno quattro speroni equidistanziati fra loro. La potatura degli anni a venire consisterà nel rinnovare lo sperone anno per anno.
Questo sistema di allevamento è adatto ai vitigni che fruttificano sui tralci emessi dalle gemme basali, che richiedono una potatura corta.

### Tendone

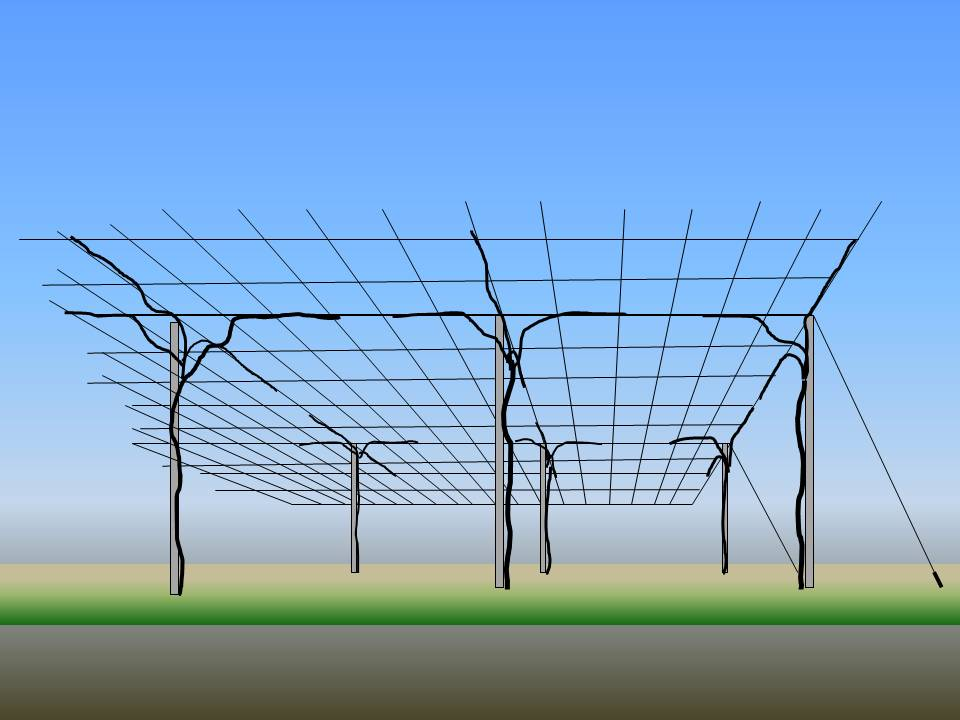
Schema di allevamento a tendone

Il sistema di allevamento a tendone è utilizzato per la produzione dell'uva da tavola, ma anche per quella da vino, specie quanto si vogliono ottenere enormi quantità e si deve meccanizzare. È un sistema espanso utilizzato nell'Italia meridionale, maggiormente in Puglia e Sicilia, adatto a climi caldo aridi e a forte insolazione, dove i rischi di marciumi sono ridotti. Questa forma di allevamento permette di avere una distinzione tra vegetazione e produzione, che in questi casi è molto elevata; le rese possono arrivare facilmente a 160-200 quintali ad ettaro. Il sesto di impianto non è inferiore a 2,50x2,50 m (con una densità di 1600 piante ad ettaro), ma non si escludono sesti più ampi, ad esempio 3x3 m (1111 ceppi ad ettaro; nei paesi locali, come Rutigliano, viene coniato il termine vignale, che deriva dalla parola antica vite) e un'altezza di 2-2,20 m. La maggior parte dei tendoni sono dotati di impianti di irrigazione a goccia.
Per consentire la meccanizzazione si è pensato di allontanare la zona di produzione dal tronco e dirigerla secondo due direzioni parallele, orientando i quattro capi a frutto in senso opposto; in tal modo si alternano filari ed interfilari a somiglianza delle pergole.

### Alberello

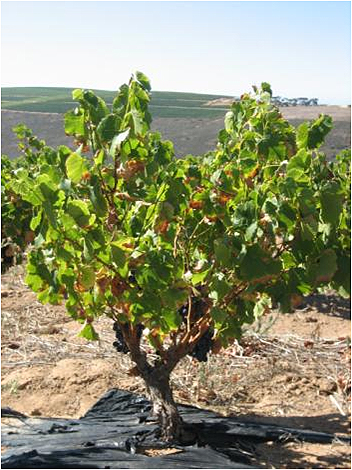
Vite allevata ad alberello

L'alberello è un sistema di allevamento diffuso nell'Italia meridionale e insulare e largamente diffuso anche in altre regioni a clima caldo-arido o a clima freddo. È concepito per sviluppare una vegetazione di taglia ridotta allo scopo di adattare la produttività del vigneto alle condizioni sfavorevoli dei suoli poveri e siccitosi o alle basse temperature.
In generale, la pianta è impalcata ad una altezza variabile da venti a cento centimetri e terminante con un sistema di tre o quattro branche brevi, portanti speroni tagliati a uno o tre gemme e, talvolta, capi a frutto. Questo sistema di allevamento non necessita di impalcatura di sostegno oppure si presta per l'impiego di tutori semplici e individuali.

### Pergola

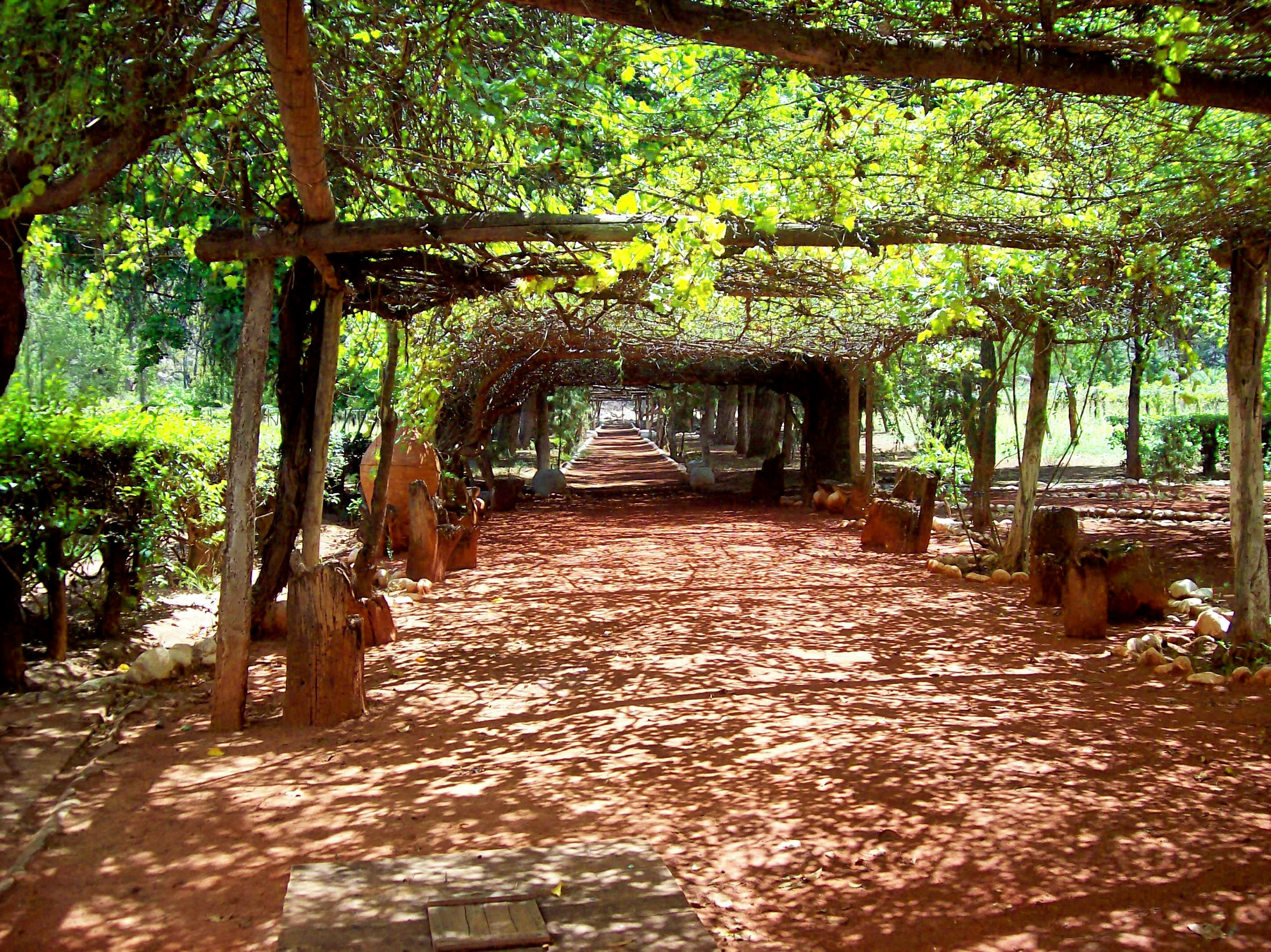
Allevamento della vite a pergola

#### Pergola semplice
È un sistema espanso, con vegetazione che si estende su un piano obliquo inclinato rispetto all'orizzontale, adatto per l'allevamento della vite in zone collinari delle regioni settentrionali. Esistono diverse varianti.

#### Pergola doppia
Questa forma di allevamento è molto diffusa nelle regioni settentrionali come il Trentino. Si presenta con due ali produttive, inclinate di 120-130°, atte a formare due tetti.
La potatura non si diversifica dalla precedente.